# Спринчан, Аксана
Аксана Вадимовна Спринчан (23 августа 1973, Лунинец, Брестская область) — белорусская писательница и поэтесса, директор поэтического театра «Арт. С.» (art-s.by), член Союза белорусских писателей.

## Биография
Обучалась в минской школе № 28. С 1990 по 1995 гг. училась на филологическом факультете Белорусского государственного университета. В 1998 г. окончила аспирантуру Института литературы имени Я. Купалы НАН Беларуси, в 2005 г. — «Белорусский Коллегиум».
С 1998 г. работала ведущим научным редактором редакции литературы и искусства издательства «Белорусская Энциклопедия». С 2006 г. — редактор в издательстве «Мастацкая літаратура».

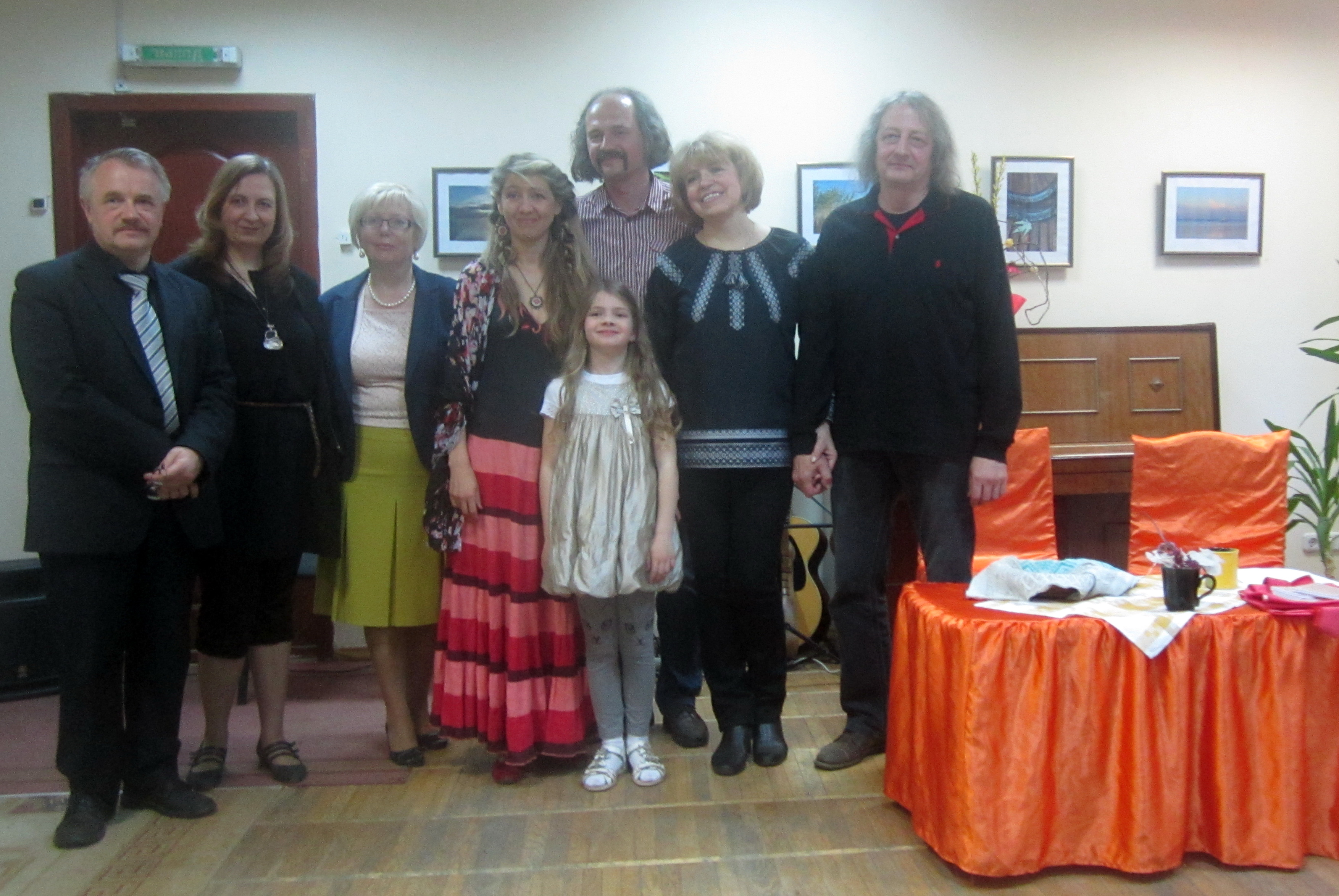
Оксана Спрынчан участниками поэтического театра «Арт. С»

В 2000 году начала писать стихи, первые из которых были напечатаны в газете «Сафійская крыніца» в 2001 г. (под псевдонимом Анна Сонгина и Алеся Рабцевич). С 2001 г. — в объединении «Литературное предместье».
Работала редактором в журнале «Паміж» № 4 и № 5 (с В. Тренос). Была автором рубрики «Поэтический четверг» (газета «Голос Родины»).
С 2005 г. — член Союза белорусских писателей.
В 2006 г. вместе с Дмитрием Ортюхом создала Поэтический театр «Арт. С» (art-s.by), в котором она является директором.
В 2007 г. родила дочь Альжбэту, после чего начала писать произведения для детей.
Коллекционирует сувениры и предметы в виде лягушек (которых считает символом Беларуси), а также увлекается фотоискусством.

### Семья

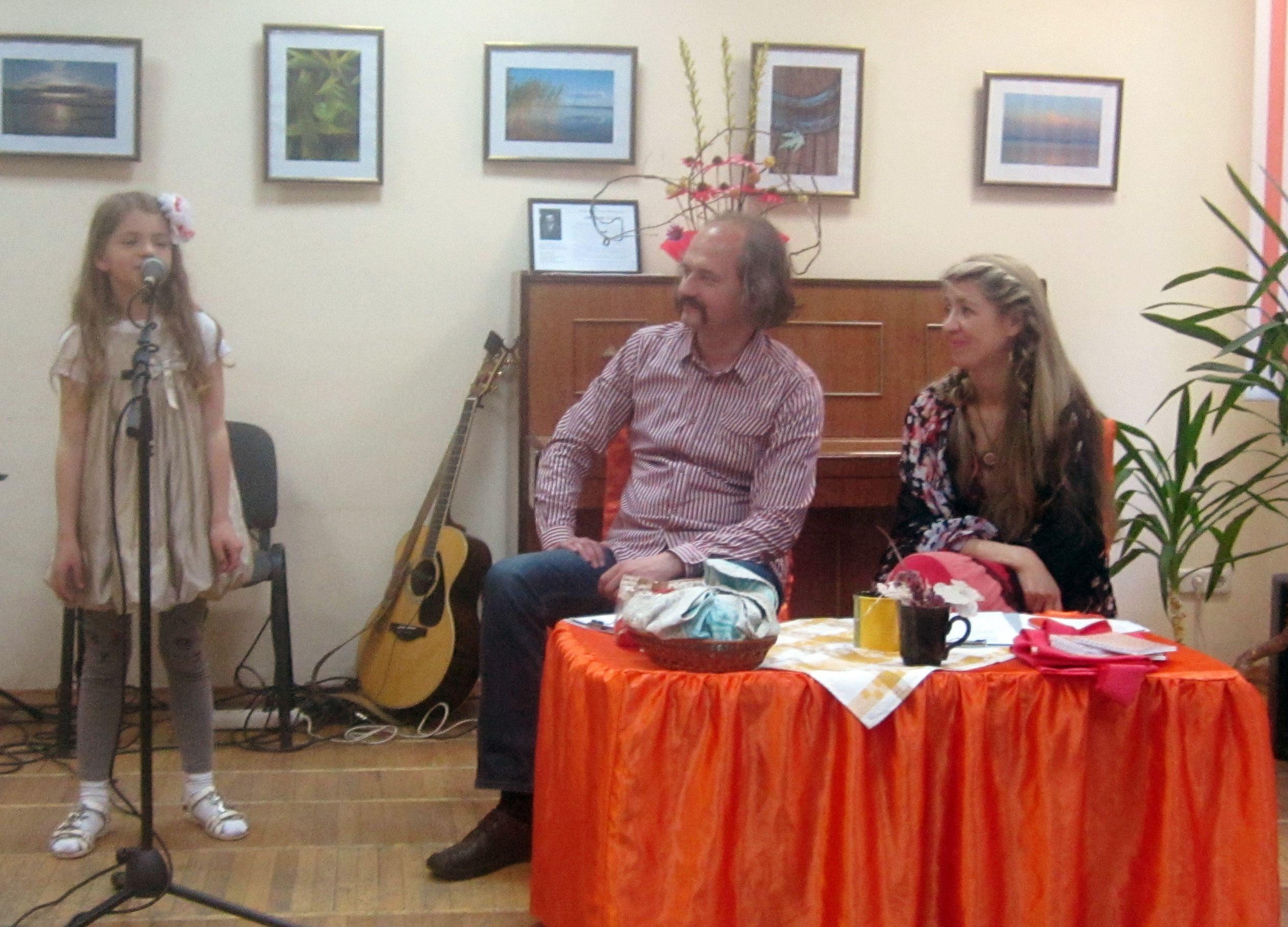
Оксана Спринчан с мужем и дочкой

Происходит из творческой семьи, поэтесса в третьем поколении. Её дед Бронислав Петрович Спринчан и отец Вадим Спринчан (1950 г. р.) также поэты. Бабушка Светлана, и прапрадед Василий писали стихи и прозу на украинском языке.
Муж — Ярош Малишевский, музыкант, историк и коллекционер музыкальных инструментов. Дочь — Альжбэта (Альжбэта-Бронислава Малишевская-Спринчан); дебютировала со сказкой в 2014 г. в журнале «Вясёлка».

## Творчество

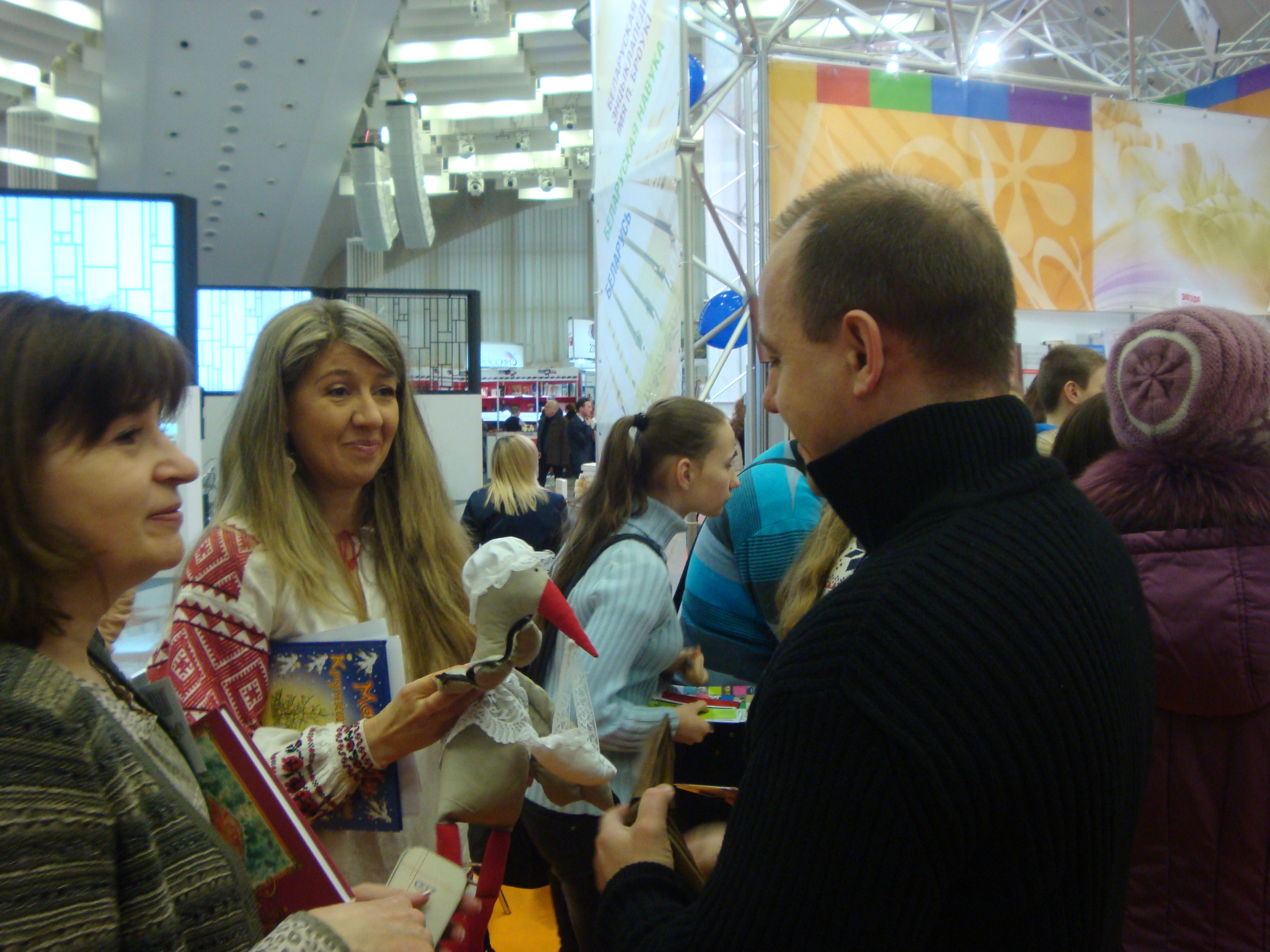
Аксана Спринчан и Олег Грушецкий на XXII Международной книжной выставке в Минске (Беларусь), 14 февраля 2015

Печаталась в журналах «ARCHE», «Вясёлка», «Вожык», «Дзеяслоў», «Крыніца», «Маладосць», «Нёман», «Паміж», «Першацвет», «Полымя», «Тэрмапілы», у газетах «Голас Радзімы», «Літаратура і мастацтва», «Наша Ніва», «Літаратурная Беларусь», в коллективных сборниках и других.
Часть стихов Оксаны Спринчан положена на музыку, песни на её стихотворения исполняет белорусская группа «Мерада». Некоторые стихи переведены на украинский и сербский языки.

### В переводах на украинский язык
Спринчан Аксана. Кава з українським медом : поезія / А. В. Спринчан ; пер. з білорус. Миколи Мартинюка. – Луцьк : ПВД «Твердиня», 2017. – 212 с.

## Награды и премии
- 2006 год — премия «Голубой свин[бел.]».
- 2008 год — специальный приз жюри под руководством Паллада Бюль Бюль Оглы международной премии «Содружество дебютов» «За философскую лирику».
- 2009 год — победитель конкурса «Литература — детям».
- 2016 год — победитель фотоконкурса «Мой Максим Богданович», за работу «Максим и Вероника»[3].

## Членство в составе жюри в литературных конкурсах
- 2018 год — в составе жюри на VII Международном поэтическом фестивале «Стихотворения на асфальте» памяти Михаила Стрельцова[4]